# 델라웨어주의 대학 목록
다음은 미국 델라웨어주의 대학 목록이다.
- 델라웨어 주립 대학교
- 델라웨어 대학교

## 같이 보기
- 미국의 대학 목록